# ユミの細胞たち
『ユミの細胞たち』（ユミのさいぼうたち、韓国語：유미의 세포들）はmovin' Gun著作の漫画。およびそれを基に実写化された大韓民国の同名のテレビドラマである。2021年9月17日からTVINGで配信され、tvNで放送されている。。シーズン2は、日本ではAmazon Prime VideoにてAmazon Originalとして配信されている。
ドラマでは実写パートとは別に登場人物に内在する細胞村で暮らす細胞たちの様子を描く3Dアニメを交えて展開される。

## あらすじ
細胞たちと一緒に食べて恋して成長する、平凡なユミの話を描いた、刺激と共感に満ちた細胞ラブストーリー。

## 出演

### 主要人物
- ユミ：キム・ゴウン[4][5]

主人公。大韓ククスの会計課に所属する社員。のちにボビーから文才を見初められマーケティング部に配属する。シーズン2では一念発起で会社勤めを辞めて小説家を目指す。
- ク・ウン：アン・ボヒョン[6]

シーズン1でユミと付き合うゲーム開発者。服装には無頓着で話下手だが、真面目で思いやりのある性格。細胞村では「Yes or No」のアルゴリズムの思考回路で動くメインコンピューターが備えられている。
- ルビー：イ・ユビ[7]

様々な恋愛スキルを駆使してあざとい行動で狙った男性を蠱惑するユミの同僚。自分の事を名前で呼ぶ。
- セイ：パク・ジヨン

ウンの女友達。ゲームアートディレクターを夢みている。
- ユ・ボビー：ジニョン（GOT7）[8]

大韓ククスのマーケティング部の代理。バビとも称される。ウンとの交際時にはただの男扱いだったが、ある事がきっかけで意識し始める。シーズン2ではユミと付き合い始める。
- チェ・ウギ：ミンホ（SHINee）[9][10]

大韓ククスの営業部。ボビーの同僚でユミの後輩。ウンの大学の後輩。ユミにウンを紹介する。
- ユ・ダウン：シン・イェウン

大韓ククス済州支社のインターン生。転属で済州に赴任したボビーとユミの恋愛関係に大きく揺るがす存在となる。
- コントロールZ：P.O

ユミのウェブ小説の挿絵担当に割り当てられたイラスト作家。筆名のZの部分をズィーとわざわざ発音を訂正するこだわりを持つ。小説の内容にケチを付けたりユミのSNSに嘲笑するコメントを残すといった無神経な性格でソリが合わなかったが、ユミの小説が売れ出すと次第に態度を軟化させていく。ルビと同じ恋愛の達人を自称している。

### 細胞
- 愛細胞

ユミの細胞村ではプライム細胞として存在するも、3年前の失恋が原因で昏睡状態に陥る。
- 理性細胞

冷静な判断を司る細胞。ユミの細胞村ではいつも損な役回りに回る。
- 感情細胞

感情を司る細胞。ユミの細胞村ではいつも怒りに任せた行動ばかり起こしている。
- 名探偵細胞

推理をする細胞。常に自信満々で推理するが、どれもピント外れで当たった例が無い。
- 腹ペコ細胞

食欲を司る細胞。ユミの細胞村では他の細胞たちと比べてとても大きく、常に動き回りお腹が空いたとわめく事が多い。
- ファッション細胞

おしゃれを司る細胞。活動が活発になるとと散財するので節約細胞とは折り合いが悪い。
- 節約細胞

金銭管理を司る細胞。浪費しがちなファッション細胞とは仲が悪い。
- 下心細胞

下半身はパンツ丸出しの恰好をした細胞でいやらしい事ばかり考えていて口に出すのを憚れるような言葉ばかり放つので多くの細胞たちから嫌われている。ウンの細胞村では下心ザウルスという形で登場する。

## オリジナルサウンドトラック

### Part.1
| #  | タイトル                          | 作詞 | 作曲・編曲 | アーティスト |
| -- | --------------------------------- | ---- | ---------- | ------------ |
| 1. | 「私を気にしているのかな」        |      |            |              |
| 2. | 「私を気にしているのかな」(Inst.) |      |            |              |

## 視聴率
| 回数 | 放送日         | 平均視聴者シェア （ニールセンコリア） | 平均視聴者シェア （ニールセンコリア） |
| 回数 | 放送日         | 全国                                  | ソウル                                |
| ---- | -------------- | ------------------------------------- | ------------------------------------- |
| 1    | 2021年9月17日  | 2.072％                               | 2.386％                               |
| 2    | 2021年9月18日  | 2.390％                               | 2.564％                               |
| 3    | 2021年9月24日  | 1.871％                               | 2.323％                               |
| 4    | 2021年9月25日  | 2.545％                               | 3.301％                               |
| 5    | 2021年10月1日  | 2.036％                               | 2.333％                               |
| 6    | 2021年10月2日  | 2.384％                               | 2.889％                               |
| 7    | 2021年10月8日  | 2.089％                               | 2.458％                               |
| 8    | 2021年10月9日  | 2.093％                               | 2.235％                               |
| 9    | 2021年10月15日 | 2.660％                               | 3.089％                               |
| 10   | 2021年10月16日 | 2.312％                               | 2.700％                               |
| 11   | 2021年10月22日 | 1.906％                               | 2.341％                               |
| 12   | 2021年10月23日 | 2.340％                               | 2.965％                               |
| 13   | 2021年10月29日 | 2.037％                               | 2.590％                               |
| 14   | 2021年10月30日 | 2.485％                               | 2.828％                               |
| 平均 |                |                                       |                                       |